# Hugo Lamanna
Hugo Lamanna (Buenos Aires, 3 de marzo de 1913 - Rapallo - Italia, 11 de octubre de 1991) fue un futbolista y entrenador de fútbol argentino que jugaba de centrocampista.

## Carrera
Centrocampista argentino con gran carisma y sentido táctico, Hugo Lamanna llega a Atalanta, que lo llevó a Italia después de numerosas temporadas en Argentina, Brasil y Francia. En Bérgamo se convierte en un símbolo de profesionalismo y dedicación, jugando como director hasta la ruptura de los campeonatos debido a la Segunda Guerra Mundial. Concluyó su carrera en las categorías menores con la Juve Stabia y Frosinone.

### Como jugador
Campeonato Carioca: 1
- Vasco da Gama: 1934 (LCF)

Copa de Francia: 1
- RC París: 1939-1940

## Clubes como jugador
| Club                             | País      | Año       |
| -------------------------------- | --------- | --------- |
| Talleres de Remedios de Escalada | Argentina | 1931-1932 |
| Independiente                    | Argentina | 1933      |
| Vasco da Gama                    | Brasil    | 1934-1935 |
| Stade Français                   | Francia   | 1935-1936 |
| Talleres de Remedios de Escalada | Argentina | 1936-1937 |
| Vélez Sársfield                  | Argentina | 1937-1939 |
| RC París                         | Francia   | 1939-1941 |
| Atalanta                         | Italia    | 1941-1944 |
| Spezia Calcio                    | Italia    | 1945-1946 |
| Juve Stabia                      | Italia    | 1946-1947 |
| Frosinone Calcio                 | Italia    | 1947-1948 |

### Como entrenador
| Club                  | País   | Año       |
| --------------------- | ------ | --------- |
| Calcio Lecco          | Italia | 1949-1950 |
| AC Monza Brianza 1912 | Italia | 1951-1952 |
| Calcio Como           | Italia | 1953-1960 |
| AC Monza Brianza 1912 | Italia | 1960-1964 |
| AS Bari               | Italia | 1965-1966 |
| Rimini Calcio         | Italia | 1967-1969 |
| Rapallo Ruentes       | Italia | 1969-1977 |